# بوسان بانک
بوسان بانک (به انگلیسی: Busan Bank) شرکت خدمات مالی و بانکداری کره‌ای است، که دامنه گسترده‌ای از خدمات بانکداری خرد را ارائه می‌کند.
بوسان بانک در سال ۱۹۶۷ تأسیس شد و اکنون مالک شبکه‌ای از ۲۳۷ شعبه بانک می‌باشد. شعبه مرکزی این بانک در شهر بوسان، کره جنوبی قرار دارد و بخشی از سهام آن در بازار بورس کره معامله می‌شود.